# Srednjovekovna bolnica u manastiru Mažići
Srednjovekovna bolnica u manstiru Mažići danas arheološki lokalitet, jedna je od najstarijih bolnica iz zlatnog doba srpske srednjevekovne medicine, kada su osnivane prve bolnica u manastirima, Hilandaru 1191. godine i Studenici 1208. godine, zahvaljujući Rastku Nemanjiću – Svetom Savi.  Bolnica je osnovana u drugoj polovini 12. veka u porti manastira Sveti Đorđe u selu Mažići po kome je manastir i poznatiji, na levoj obali Lima, danas u pribojskoj opštini, u Republici Srbiji.

## Položaj i naziv
Arheološki lokalitet nekadašnje bolnice u porti manastira Mažići, koji se u starim zapisima skao i istoimeno selo spominju pod imenom Orahovica, smešten je u živopisnoj kotlini nekoliko stotina metara od Potpećkog jezera i okružen je brdima visokim preko 1000 metara, na levoj obali Lima.
Udaljen je 14 kilometara jugoistočno od Priboja i do njega se može doći iz dva pravca: čamcem preko Potpećkog jezera, ili preko brane potpećkog jezera i sela Kalafate.
U neposrednoj blizini manastrirske crkve iskopano je više od 180 grobova, a u okolini samog arheološkog kompleksa nalazi se i oko 2000 skeleta. Ovo otkriće je neubičajeno s obzirom da su se na manastirskim grobljima sahranjivali samo kaludjeri. Ova činjenica indirektno ukazuje na postojanje manastirske bolnice, koja je u ovim grobovima sahranjivala nakon neuspešnog lečenja, preminule bolesnike.

## Značaj
Srednjovekovna bolnica u manastiru Mažići nastala je i radila u nestabilnom okruženju i ratnim sukobima u kojima su se nalazile Srpske zemlje i njen narod od 12 do 15. veka kako bi omogućila monasima i pravoslavnim vernicima zdravstvenu zaštitu a mladoj srpskoj državi rađanje naučne medicine i socijalne brige o ljudimana.
Lečenje u bolnici obavljali su lekari empirici, koji istovremeno lećeči bolesne svoja znanja i veštinu lečenja prenosili svojim sledbenicima. Tako su monasi, lekari, epirici ove bolnice pored lečenja bavili i obučavanjem lekarskoj veštini onih koji su im pomagali u lečenju i koji su kasnije trebali da ih naslede.
Ialo se radi o srednjevekovnom manastiru, koji se nije mogao svrstati u red monumentalnih graditeljskih ostvarenja svoga doba, prema sačuvane proporcijama i dimenzijama, opremi, načinu grejanja i kupanja obolelih, ostacima bolničkog mobilijara i onoga što je za istoriju medicine možda najvažnije dragocenim medicinskim instrumentima,  ovaj manstir je veoma značajan, za nematerijanu i materijalnu kulturu srpskog naroda. Ovi nalazi imaju veliki značaj, osim rariteta, jer mnogo više ukazuju na monahe koji su se ovim tehničkim dostignućima srednjovekovne medicine, služili rame uz rame sa monasima velikih evropsih manastira poput onoga u Salernu. Kako ovi „velikani srpske monaške medicine” o sebi nisu ostavili nikakve podatke jedina nam preostaje da njihov rad upoređujemo sa radom lekara sa bliskih teritorija, njihovim mogućim školovanjima i praktičnim saznanjima
Od značaja su i činjenice; da su instrumenti korišćeni i za lečenje svetovnih lićnosti a ne samo monaha; zatim, primenjena metodologija lečenja; proizvođači medicinskih pomagala; putevi kojima je ova oprema stizala i u najudaljenije krajeve Balkanskog poluostrva.

## Istorija
Manastir posvećen svetom Đorđu, sazidan je u drugoj polovini 12. veka  a prvi put se pominje u starim zapisima početkom 13. veka. Studeničkim tipikom, pisanim izmedju 1207. i 1215. godine, starešinama dva manastira iz Dabra (Svertog Nikole Dabarskog iz Pribojske banje i Svetog Georgija Dabarskog iz Mažića) ukazivana je izuzetna čast da budu među pet igumana najznačajnijih manastira toga doba koji su ušestvovali u izboru igumana manastira Studenica.
Ktitor prve manastirske crkve je nepoznat. Podaci o kralju Milutinu, koji je navodno „obnovio, manastirsku crkvu Svetog Georgija u Dabru u domu roditelja i praroditelja svojih” ukazuje da je neko od njegovih predaka vodio poreklo iz ovog kraja. Milutin je na omanjoj crkvi dozidao pripratu, i verovatno bolnicu.
Nakon Milutinove obnove manastir i njegova bolnica ponovo su srušene sredinom 15. veka. Obnovljen pa i ponovo rušen za vreme Velike seobe Srba krajem 17. veka kao i u 18. veku.
Arheološki lokalitet sa ostacima srednjovekovne bolnice otkriven je nakon rekonstrukcija manastira Mažići 1999. godine, po projektu Republiškog ministarstva za kulturu, koja je trajala zajedno sa istraživanjima sve do 2004. godine. Tada je pored crkve koja je potpuno obnovljena, otkrivena i konzervirane iskopine manastirske bolnice, kuhinja i pomoćne prostorije.
Arheološka iskopavanja potvrdila su da je manastir podignut na jednom prastarom svetom ili kultnom mestu, sa tragovima od gotovo 4000 godina, jer su u okruženju pronađeni grobovi koji potiču iz bronazanog doba, kao i grobnice iz rimskog perioda, spomenici iz doba ranog hrišćanstva (devetog i desetog veka).
Evlija Čelebija koji je boravio u manastiru početkom 17 veka ovako je opisao raskoš i veličinu manastira:
Spavao sam u manstiru u kojem ima 500 kaludjera u krevetima sa svilenom i brokatnom posteljinom. Manastir je ukrašen zlatnim i srebrnim kandilima i krstovima, a miris mošusa, ambrozije, aloja drveta i tamjana opija čoveku mozak.
Bolnica je najverovatnije srušena u prvim decenijama 18. veka. Deo dokaza o njenom postojanju pronađen je praćenjem arhivske građe iz manastira Like i Dalmacije, kao i Studeničkog tipika, ali uz nju su otkrivene i štamparija, skriptorijumi i radionice.
Ako je manastir Sveti Georgija u Mažićima preživeo nedaće i teška stradanja neposredno pre i posle Velike seobe 1690. godine, kada su spaljena brojna svetilišta u Polimlju, Bosni i Srbiji; tragična sudbina gotovo se nije mogla mimoići nekoliko decenija kasnije. Masovne pobune naroda Polimlja, Starog Vlaha i Srbije 1737. godine, bile su povod za teške represalije, seobe stanovništva i rušenja crkava i manastira. Jedini podatak koji je znatno kasnije, oko sredine 19. veka, iza sebe ostavio obnovitelj manastira Banje kod Priboja, Dionisije Popoviž, jeste u isto vreme istorijski trag i epska hronika koja je do njega stigla nekim neznanim putem. Kako je to i jedini pisani podatak o zamiranju drevnog svetilišta pisan predvukovskim jezikom, izvorno glasi ovako: 
 ... preko Lima sela Banja nahija zovu se Maržići, Goleša, Kasidoli, Potoci. U Maržićima ima jedan manastir mali kram Sveti Đorđe. Oboreno e sve. Bilo je zdanija što su monasi prebivali. I tu ima zemlje toga manastira. Tri kuće sjede na toj zemlji, daju četvrtu oku u manastir Trojicu u Ercegovini. I to je bio metok manastira Banje. Sjeđeli kaluđeri banjski, pa dođu Turci biše te pobiju rečene kaluđere i poaraju od krstova i drugije stvari cerkovni. Pograde toke i druge raktove na konje, ženama pavte i aljale na ruke. To e bilo u 1743. godini.
Posle ovih dešavanja može se samo pretpostaviti šta se dogodilo sa skromnom bolnikom zgradom, kao i sa drugim građevinama u manastirskom kompleksu. U potrazi za dragocenostima i novcem Turci se nisu obazirali na opremu i pojedine instrumente koji su najverovatnije stajati na jednom mestu ili na policama. Gotovo sve što se našlo u ovoj zgradi spaljeno je. Da bi nakon arheoloških radova, deo ove opreme, bio otkriven tek posle više od 250 godina, u sloju gara i  pod naslagom kamenja, maltera i spaljene krovne konstrukcije. Razume se, da je moguće pretpostaviti, da su neki instrumenti, delovi opreme kao i vredniji predmeti bili opljačkani, dok su medicinski instrumenti i pomagala, zajedno sa zgradom spaljeni, jer za rušioce nisu imali nikakvu materijalnu vrednost.

## Arheološka istraživanja
Tokom arheoloških istraživanja u severozapadnom delu manastirskog kompleksa u Mažićima pronađena je bolnička soba, a u noj su iskopani ovi hirurški instrumenti (koji najverovatnije potiču iz 15. i 16. veka): 
- trepan za otvaranje lobanje,
- cirkle,
- makazte,
- optička pomagala (ram za naočare oblika popularnih „lenonki”),
- instrument za vađenje projektila
- nož za sečenje kostiju,
- skalpeli za operacije uva,
- veliki kameni svećnjaci, visoki preko jednog metra, za dvanaest sveća, koji su osvetljivali bolničke prostorije.[12]

U delimičnoj rekonstruisanoj bolničkoj prostoriji, iz 14. veka, na ovom arheološkom lokaliteteu pronadjeni su skeleti bolesnika sa targovima trepanacije lobanje.

## Mesto bolnice u Srpskoj i Evropskoj medicini
Medicina kod Srba najviše se dovodi se u vezu sa medicinskim iskustvima Vizantije čija je tradicija u lečenju i odnosu prema bolesnicima bila opšte prihvaćana kao najefikasnija i najuspešnija na prostorima Balkanskog poluostrva. Bilo je to istorijski period kada je vizantijska kultura posedovala najbolja iskustva antičkih vrednosti sa jedne, i hrišćanske vere sa druge strane.
Po pronađenim materijalnim ostacima i specifičnim hirurškim instrumentima može se zaključiti da po načinu lečenja u ovoj bolnica, kao i drugim  srednjovekovne bolnice na tlu današnje Srbije, spadala u najstarije u Evropi, stom razlikom što je u to doba Zapad imao razvijenu mrežu za školovanje medicinskih radnika dok je u Vizantiji učwe medicinskih znanja bilo na nivou zanata,13 koji su učili oni koji će se ovim poslom širom istočnog Balkana baviti bilo kao lekari ili pomoćnici obolelih.
Sa današnjeg gledanja Mažićka bolnica je bila medicinska ustanova u pravom smislu reči i kao takva zaslužuje da dobije svoje mesto u istoriji evropske medicine, jer je u tom periodu u tadašnjoj srpskoj medicini zahvaljujući Vizantijii bilo dobro poznato učenje autora antičke medicine (Hipokrata, Aristotela, Galena i dr.), a preko Kotora (koji je bio u sastavu Srbije) i Dubrovnika (sa kojim je tadašnja Srbija imala tesne veze) sa autorima čuvene aleksandrijske medicinske škole, ranovizantijske, salernske i monpeljeske medicinske škole, itd.
Prve srpske bolnice među kojima je Mažićka, pouzdano se zna da su postojale pri svim većim manastirskim centrima, i da nisu formirane iz sirotišta kao što je to bio slučaj kod većine bolnica na Zapadu.  One su osnivane kao ustanove koje su u prvom redu služile za lečenje obolelih.

## Literatura
- Марковић, Василије (1920). Православно монаштво и манастири у средњовековној Србији (I изд.). Сремски Карловци. стр. 66—67.
- „Мажићи, остаци манастира — Споменици културе у Србији”. САНУ. 
(из књиге Пејић, Светлана; Милић, Милета, ур. (1998). „Мажићи, манастир”. Споменичко наслеђе Србије: непокретна културна добра од изузетног и од великог значаја (на језику: српски). Београд: Републички завод за заштиту споменика културе. стр. 459. ISBN 8680879126.
- S. Kosanović, Iz srpske prošlosti, Javor, God. VII, br. 7, Novi Sad 1880, 205-211;
- S. Novaković, Nikolj Pazar i Bihor grad, Godišnjica Nikole Čupića, knj. IV, drugi deo, Beograd 1882, 325-326 ;
- I. Ruvarac, Nešto o Bosni dabarskoj i dabrobosanskoj episkopiji, Godišnjica Nikole Čupića, godina II, Beograd 1878, 250-253 ;
- P. Mrkonjić, Srednje Polimlje i potarje u Novopazarskom sandžaku, Etnografski zbornik, knj. VI Beograd 258;
- V. Markoviž, Pravoslavno monaštvo i manastiri u srednjovekovnoj Srbiji, Sremski Karlovci 1920, 67

## Spoljašnje veze
Медији везани за чланак Srednjovekovna bolnica u manastiru Mažići на Викимедијиној остави

- Манастир Мажићи, отварање лобања под свећама